# George Storrs

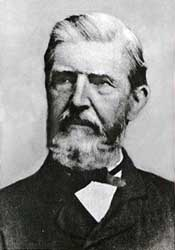
George Storrs

George Storrs, född 1796 död 1879 var en amerikansk adventistpastor som förkunnade ”villkorlig odödlighet”, det vill säga att endast personligt kristna har löfte om evigt liv i samband med Jesu återkomst.
Storrs lärde också att ingen människa har liv av något slag mellan döden och uppståndelsen samt att de osaliga inte skulle pinas i helvetet utan istället tillintetgöras efter den yttersta domen. 
Storrs utestängdes från Albany-konferensen 1845, en adventistkonferens där William Miller deltog. 
Han var istället med om att bilda Advent Christian Church (ACC), som anammade hans lära om villkorlig odödlighet. På grund av andra teologiska skillnader kom Storrs dock att lämna ACC och ansluta sig till Life and Advent Union. 
Storrs lära om villkorlig odödlighet kom senare att vidareföras av bland annat Charles Taze Russell och Jehovas vittnen.  